# Павел Јанак
Павел Јанак (чеш. Pavel Janák; Праг, 12. март 1882 — Праг, 1. април 1956) је био чешки архитекта.

## Биографија
Године 1899. студирао је Техничку високу школу у Прагу и упоредо је похађао предавања професора Ј. Зитека у Немачкој, а студије је завршио 1906. године у Бечу код Ото Вагнера на Академији ликовних уметности. Вративши се у Праг радио је у атељеу професора Јана Коћера и сарађивао са Ј. Гочарем, В. Хофманом и Ј. Хохолом. Заједно са Јосефом Гочарем развијао је чешки национални стил рондокубизма. Радио је и као професор 1942. године у Прагу. Његово највеће урбанистичко дело је стамбена колонија Баба где је радио и на реализацији овог пројекта. Радио је и на реконструкцији споменичке архитектуре.

## Одабрана дела
- Конкурс за преградњу староградске скупштине (1911. године)
- Кубистичка керамика (1911. године )
- Хављиков мост у Прагу (1912. године)
- Хављичкобродска општинска зграда (1912. године)
- Фарова кућа у Пелхржимову (1915. године)
- Краматоријум у Пардубицама (1021 — 1923. године)
- Палата Адрија у Прагу (1926. године)
- Хотел Јулиш у Прагу (1927 — 1933. године)
- Стамбена колонија Баба (1930. године)
- Винохрадски сабор у Прагу (1930. године)
- Реконструкције на Прашкој тврђави
- Председничка кућица на Прашкој тврђави (1937 — 1938. године )

## Галерија
- Крематоријум у Пардубицама
- Шкодова палата у Прагу
- Палата Адрија у Прагу
- Палата Адрија у Прагу